# HD177332
HD177332 — хімічно пекулярна зоря спектрального класу A4, що має видиму зоряну величину в смузі V приблизно  6,7.
Вона  розташована на відстані близько 470,0 світлових років від Сонця.

## Фізичні характеристики
Зоря HD177332 обертається 
досить швидко 
навколо своєї осі. Проєкція її екваторіальної швидкості на промінь зору становить  Vsin(i)= 89км/сек.